# Stachys arvensis
Stachys arvensis é uma espécie de planta com flor pertencente à família Lamiaceae. Trata-se de um terófito.
A autoridade científica da espécie é (L.) L., tendo sido publicada em Species Plantarum, Editio Secunda 2: 814. 1763.
O seu nome comum é rabo-de-raposa.

## Portugal
Trata-se de uma espécie presente no território português, nomeadamente em Portugal Continental, no Arquipélago dos Açores e no Arquipélago da Madeira. Mais concretamente, em Portugal Continente encontra-se em todo o território, excepto na zona do Nordeste ultrabásico, por causa da aversão da planta aos solos básicos.
Em termos de naturalidade é nativa de Portugal Continental e Arquipélago da Madeira e introduzida no arquipélago dos Açores.

## Protecção
Não se encontra protegida por legislação portuguesa ou da Comunidade Europeia.

## Ecologia
É capaz de prosperar tanto em courelas agricultadas, como em baldios. Conseguindo, ainda, medrar em bouças, nas beiras dos caminhos e nas charnecas de florestas ou matorrais.
Costuma preferir espaços com alguma humidade, bem como solos de substracto silicoso, sejam eles arnados ou barrocas, surgindo só raramente em solos de substracto básico.